# Egyłnica
Egyłnica (bułg. Егълница) – wieś w Bułgarii, w obwodzie Pernik, w gminie Kowaczewci. Według danych szacunkowych Ujednoliconego Systemu Ewidencji Ludności oraz Usług Administracyjnych dla Ludności, 15 czerwca 2020 roku miejscowość liczyła 221 mieszkańców.

## Zabytki
Zabytkiem jest Cerkiew pw św. Symeona Słupnika Starszego, wybudowana w 1846 roku. Jest to jedyna w diecezji sofijskiej cerkiew poświęcona św. Symeonowi Słupnikowi Starszemu. Świątynia jest jednonawowa, typu bazylikowego. W 2012 roku kościół został odrestaurowany. Wymieniono dach świątyni i wykonano dodatkowe wzmocnienie kolumnami. 
W 1921 r. we wsi odsłonięto pomnik wojskowy ku czci poległych w wojnach bałkańskich i międzyalianckich.